# Książ (województwo zachodniopomorskie)
Książ – osada w Polsce położona w województwie zachodniopomorskim, w powiecie kamieńskim, w gminie Golczewo.
We wsi znajdował się majątek ziemski, składający się z dworu i budynków gospodarczych, który był częścią dóbr pobliskiego Stawna. W 1819 roku tereny, na których później powstał folwark, nazywały się Poggenhagen. Folwark został założony po 1819 roku i należał wówczas do rodu von Köller. W 1910 roku właścicielem majątku był Johann Salzsider, a jego powierzchnia wynosiła 231 hektarów. W 1928 roku dobra należały do Egona Rudolphi i liczyły 236 hektarów. W 1939 roku majątek należał do Artura Otta i obejmował 85 hektarów gruntów. W latach 1975–1998 miejscowość położona była w województwie szczecińskim.